# Чеминава, Константин Дитоевич
Константин Дитоевич Чеминава (1906 год, село Пирвели Гали, Сухумский округ, Кутаисская губерния, Российская империя — неизвестно, село Пирвели Гали, Гальский район, Абхазская АССР, Грузинская ССР) — председатель колхоза имени Сталинской Конституции Гальского района, Абхазская АССР, Грузинская ССР. Герой Социалистического Труда (1949).

## Биография
Родился в 1906 году в крестьянской семье в селе Пирвели Гали Сухумского округа.
Во время коллективизации вступил в местную сельскохозяйственную артель, которая позднее была преобразована в колхоз имени Сталинской Конституции Гальского района. В последующем был избран председателем этого же колхоза.
За короткое время в годы Четвёртой пятилетки (1946—1950) вывел колхоз в число передовых сельскохозяйственных предприятий Гальского района. По итогам работы 1947 года был награждён Орденом Трудового Красного Знамени, шестеро тружеников колхоза — почётным званием Героя Социалистического Труда, В 1948 году колхоз сдал государству в среднем с каждого гектара по 92,1 центнеров кукурузы с площадью 60 гектаров. Указом Президиума Верховного Совета СССР от 3 мая 1949 года удостоен звания Героя Социалистического Труда за «получение высоких урожаев кукурузы и табака в 1948 году» с вручением ордена Ленина и золотой медали «Серп и Молот» (№ 3586).
После выхода на пенсию проживал в родном селе Пирвели Гали. Дата смерти не установлена.
Награды
- Герой Социалистического Труда
- Орден Ленина
- Орден Трудового Красного Знамени (19.05.1948)